# Misticismo ebraico
1. Zugot
2. Tannaim
3. Amoraim
4. Savoraim
5. Gaonim
6. Rishonim
7. Acharonim

Il misticismo ebraico indica le differenti forme di misticismo nella varie ere della storia ebraica.

## Storia
Tra queste la Kabbalah, che emerse nell'Europa del XII secolo e.v., è la più conosciuta, ma non la sola forma tipologica, o la prima ad emergere. Tra le precedenti forme ci sono il misticismo della Merkavah (I secolo-1000 e.v.) e il movimento degli Chassidei Ashkenaz (primi anni 1200 e.v.).
Kabbalah significa "tradizione ricevuta", termine usato in precedenza in altri contesti ebraici, ma che i cabalisti medievali adottarono per la propria dottrina per esprimere la convinzione che essi non stavano innovando, ma semplicemente a rivelando l'antica tradizione esoterica nascosta nella Torah. Questo problema è cristallizzato fino ad oggi da visioni alternative sull'origine dello Zohar, il testo principale della Cabala. I cabalisti tradizionali lo considerano originato nell'era tannaitica, nella redazione della Torah Orale, cosicché non fanno una netta distinzione tra la Kabbalah e l'inizio del misticismo rabbinico. Gli studiosi accademici lo considerano come una sintesi di epoca medievale, ma che assimila e incorpora in sé le forme precedenti di tradizione mistica ebraica, così come altri elementi filosofici.
L'aspetto teosofico della Kabbalah si sviluppa attraverso due forme storiche: Kabbalah medievale-classica (circa 1175-1492-1570) , e zoharica-luriana (1569-presente), che incorpora la Kabbalah medievale nel suo sistema più ampio e diviene la base della moderna Kabbalah ebraica. Dopo Isaac Luria, due nuove forme mistiche diffondono la Kabbalah nell'ebraismo rabbinico: i movimenti sabbatiani antinomici ed eretici (1666-1700 e.v.), e il moderno chassidismo (1734-presente). Nell'ebraismo contemporaneo, le uniche principali forme di misticismo ebraico seguite sono la Kabbalah di Luria, lo Zohar ed i suoi commentari successivi, la varietà di scuole chassidiche ed il neo-chassidismo in correnti ebraiche eterodosse. È inoltre da segnalare la nascita verso la fine degli anni novanta e l'inizio degli anni 2010 del movimento di devozione popolare, diffuso soprattutto in Israele, conosciuto come Na Nach.
Anche due tradizioni sincretiche non ebraiche hanno reso popolare la Kabbalah ebraica mediante la sua fusione come parte della generale cultura di esoterismo occidentale dal Rinascimento in poi: la "Kabbalah teologica cristiana" (ca. XV-XVIII secolo e.v.), che ha adattato la dottrina cabalistica ebraica alla fede cristiana, e la sua propaggine occultista divergente, la Kabbalah ermetica (ca. XV secolo-presente), che divenne un elemento centrale delle società e degli insegnamenti esoterici e magici. Queste ed altre tradizioni separate sviluppatesi al di fuori dell'ebraismo, che attingono elementi dal misticismo ebraico adattandoli a sistemi di credenze sincretici, e quindi di diversa natura e finalità, non vengono elencate in questa pagina.

## I tre fini del misticismo ebraico
La forma cabalistica del misticismo ebraico stesso si divide in tre correnti generali: la Cabala Teosofica/Speculativa (che cerca di capire e descrivere il reame divino), la Cabala Meditativa/Estatica (che cerca di ottenere un'unione mistica con Dio), e la Cabala Pratica/Magica (che cerca alterare teurgicamente i reami divini ed il Mondo). Questi tre metodi o fini differenti ma interrelati si trovano anche in altre fasi pre-cabalistiche e post-cabalistiche nello sviluppo del misticismo ebraico, come tre tipologie generali. Come per la Cabala, lo stesso testo può contenere aspetti di tutti e tre gli approcci, sebbene le tre correnti spesso di distillano in tre letterature separate sotto l'influenza di particolari esponenti o ere.
All'interno della Cabala, la tradizione teosofica si distingue da molte forme di misticismo delle altre religioni per la sua forma dottrinale come una "filosofia" mistica di conoscenza esoterica Gnosis. Al contrario, la tradizione della Cabala meditativa ha una somiglianza di scopo, se non di forma, con le tradizioni usuali del misticismo generale: unire l'individuo a Dio in modo intuitivo. La tradizione della Cabala pratica teurgica nell'Ebraismo, censurata e proibita dalla corrente principale dei cabalisti ebrei, ha somiglianze con l'esoterismo occidentale non ebraico della Cabala ermetica. Tuttavia, come inteso dai cabalisti ebrei, viene censurata e dimenticata in epoca contemporanea, perché senza la purezza necessaria e motivi santi, potrebbe degenerare in magia impura e proibita. Di conseguenza, ha rappresentato una forma minore della storia mistica ebraica.

## Cronologia delle forme
| Fase storica                                                                        | Date                                        | Sviluppi principali e testi |
| ----------------------------------------------------------------------------------- | ------------------------------------------- | --- |
| Giudaismo profetico                                                                 | 800-500 a.C.                                | Meditazione profetica, incontro divino, elementi mistici: Isaia Ezechiele Zaccaria |
| Ebraismo apocalittico                                                               | Inizi 500 a.C. 300-100 a.C.                 | Speculazione mistica e apocalittica, angelologia celeste e escatologia: 1 Enoch Daniele |
| Elementi mistici delle sette del Secondo Tempio                                     | ca. 200 a.C. - ca. 100 d.C.                 | Elementi mistici e pii tra le sette del tardo Secondo Tempio in Giudea e nella Diaspora: Assidei Esseni Influenza della filosofia platonica di Filone d'Alessandria sul primo Cristianesimo Primo misticismo cristiano nella Chiesa di Gerusalemme |
| Primo misticismo rabbinico ed elementi mistici nella letteratura rabbinica classica | ca.100 a.C. - 130 d.C. influenza a 400 d.C. | Riferimenti nel talmud exoterico e Midrash ai primi circoli rabbinici tannaitici mistici, Maaseh Merkavah - Scritti di esegesi e ascesa del Carro, Maaseh Bereshit - Scritti di esegesi della Creazione. Più ampi elementi mistici continuativi nella teologia e narrativa rabbinica aggadica: Jochanan Ben Zakkai ed i suoi discepoli Rabbi Akiva (Attribuzione tradizionale/pseudoepigrafica a Shimon bar Yohai del successivo Zohar) Esempi di Mystical Aggadot Mistici: I quattro Rabbini nel Pardes Forno di Akhnai, Voce di Dio Bat Kol Torah: fuoco nero su fuoco bianco, Dio guardò nella Torah per creare il Mondo La Shekhinah accompagna Israele in esilio Il Messia alle Porte di Roma |
| Testi e metodi esoterici Merkavah-Heikhalot                                         | ca.100-1000 d.C.                            | Letteratura e metodi esoterici tradizionali/pseudepigrafici/anonimi di Misticismo Merkavah del Trono e di ascesa ai palazzi Heikhalot. I protagonisti dei testi sono i primi rabbini tannaim, sebbene i testi siano stati accademicamente datati in varie epoche, dai periodi talmudici 100-500 e.v. ai quelli Gaonici 400-800, e le origini dei movimenti settari/rabbinici siano in discussione: Primi testi: 3 Enoch Hekhalot Rabbati (I Palazzi Maggiori) Hekhalot Zutari (I Palazzi Minori) Merkavah Rabbah (Il Grande Carro) Testi successivi: Shi'ur Qomah (Dimensioni Divine) |
| Proto-Cabalistica                                                                   | 200-600 d.C.                                | Maaseh Bereshit - Testo speculativo della Creazione. Descrive 10 sephirot, sebbene senza il significato della Cabala successiva. Riceve interpretazioni razionaliste prima di diventare una fonte testuale della Cabala: Sefer Yetzirah (Libro della Formazione) |
| Elementi mistici di filosofia ebraica medievale                                     | 1000-1200 d.C.                              | Elementi mistici nel pensiero dei teologi razionalisti medievali: Yehuda Ha-Levi Moses Maimonide |
| Pietismo ebraico sufi                                                               | 1000-1400 d.C.                              | Influenza del Sufismo islamico sul pietismo ebraico, inclusi gli elementi esperienziali meditativi: Bahya ibn Paquda 1000 - Chovot ha-Levavot (I doveri dei cuori) Abraham ben Maimon e i "sufi ebrei" del Cairo 1200-1400 |
| Prima Cabala                                                                        | ca. 1174-1200 d.C.                          | Affermazione della teosofia cabalistica mistica in Francia meridionale. Il Bahir, considerato dagli accademici come la prima opera cabalistica, che incorpora il testo di una fonte precedente: Sefer HaBahir (Libro della Lucentezza) Scuola di Isacco il Cieco |
| Chassidei Ashkenaz                                                                  | ca. 1150-1250 d.C.                          | Pietà mistica-etica e teoria speculativa nella Germania aschenazita. Formata da testi Merkavah-Heikhalot, elementi magici della Cabala pratica, persecuzioni delle crociate nella Renania e valori monastici cristiano-tedeschi: Samuel di Speyer Judah ben Samuel di Regensburg - Sefer Hasidim (Libro del Pio) Eleazar di Worms |
| Sviluppo della Cabala medievale                                                     | ca. 1200-1492 d.C.                          | Interpretazioni alternative filosofiche contro le mitologiche nella teosofia cabalistica: gerarchia "neoplatonica" quasi-filosofica e interesse mitologico ebraico-"gnostico" nei motivi demonici. Centrati nell'età d'oro cabalistica della Spagna: Prima scuola neoplatonica di Gerona, anni 1200: Azriel di Gerona Nahmanide (Ramban) - Commentari biblici Scuola gnostica di Castile, anni 1200: Trattato dell'Emanazione Sinistra Lo Zohar in Spagna dal 1286: Moses de León - Sefer HaZohar (Libro dello Splendore). Culmine gnostico della Castiglia. L'esegesi susseguente dello Zohar dominòle altre tradizioni cabalistiche medievali Studi cabalistici: Joseph ben Abraham Gikatilla - Shaarei Orah (Porte di Luce) ca. 1290 Spagna Sefer HaTemunah (Libro della Figura) 1200-1300 dottrina influente nella Cabala dei Cicli Cosmici, in seguito rifiutata da Cordovero e Luria Cabala pratica-magica: Sefer Raziel HaMalakh |
| Cabala medievale profetica e meditativa                                             | 1200-1500 d.C.                              | La Cabala meditativa medievale sviluppò le proprie tradizioni. Il sistema meditativo di Abramo Abulafia nella Cabala profetica, la sua alternativa alla Cabala teosofica, incorpora la corrente estatica non-zoharica nel cabalismo spagnolo: Scuola abulafica di Cabala profetica: Area mediterranea di Abramo Abulafia nel tardo 1200 Judah Albotini, Gerusalemme 1400-1500 Altri metodi meditativi: Isaac ben Samuel di Acri 1300 Joseph Tzayach Damasco e Gerusalemme 1500 |
| Cabala post-1492 e di Safed                                                         | 1500 d.C.                                   | Transizione dal cabalismo esoterico medievale alla Cabala come dottrina nazionale messianica, dopo l'esilio dell'espulsione dalla Spagna del 1492. Rinascimento ebraico della Palestina: Meir ibn Gabbai organizzatore sistemico degli anni 1500 Cabalisti di Safed-Galilea: Yosef Caro legalista e mistico Shlomo Halevi Alkabetz Moses Cordovero (il Ramak) - Pardes Rimonim. Sistematizzazione della Cabala medievale fino al 1570 Isaac Luria (l'Ari) - nuova sistematizzazione lurianica postmedievale insegnata in 1570-1572 Hayim Vital principale compilatore lurianico e altri testi Cabala meditativa di Safed: Vital - Shaarei Kedusha (Porte di Santità), Luria - metodo yichudim |
| Teologia mistica di Judah Loew                                                      | 150 d.C.                                    | Cabala medievale espressa nella teologia filosofica non-cabalistica: Judah Loew (il Maharal) Praga |
| Primo cabalismo lurianico e postmedievale                                           | 1500-metà del 1700 d.C.                     | Lurianesimo, il secondo dei due sistemi cabalistici di teosofia dopo la Cabala cordoveriana medievale, che incorpora il mito dinamico di esilio e redenzione nella divinità, insegnato da Isaac Luria 1570-72, e altre tendenze postmedievali: I discepoli compilano il pensiero lurianico Kitvei Ari: Hayim Vital - Etz Hayim (Albero della Vita) Israel Sarug diffonde il lurianesimo in Europa Esegesi lurianica e metodi meditativi dominarono le altre tendenze cabalistiche postmedievali Divulgazione popolare della letteratura cabalistica mussar e omiletica 1550-1750: Moses Cordovero - Tomer Devorah (Palma di Debora) Eliyahu de Vidas - Reshit Chochmah (Inizio di Saggezza) Isaiah Horowitz (Shelah) - Shnei Luchot HaBrit (Due Tavolette dell'Alleanza) Europa centrale Studio cabalistico: Moshe Chaim Luzzatto (il Ramchal) diffusione pubblica della Cabala in Italia, primi 1700 Joseph Ergas Cabala pratica-Europa orientale: Baal Shem |
| Movimenti sabbatiani                                                                | 1665-ca.1800 d.C.                           | Eresie messianiche-mistiche antinomiche: Sabbatai Zevi falso messia Nathan di Gaza profeta sabbatiano Fazioni cripto-moderate e antinomiche-radicali Controversia Emden-Eybeschutz e scomunica rabbinica dei sabbatiani Successori sabbatiani che culminano con Jacob Frank-tardo 1700 nichilismo frankista |
| Primo Ebraismo chassidico formativo                                                 | 1730-1850 d.C.                              | Movimento revival mistico europeo orientale, che divulga e psicologizza la Cabala mediante il Panenteismo e il leader mistico Tzadik. Neutralizza il pericolo messianico espresso dal sabbatianismo: Primo Chassidismo: Israel ben Eliezer (Baal Shem Tov, Besht) fondatore dello Chassidismo Dovber di Mezeritch (il Magghid) sistematizzatore e architetto dello Chassidismo Jacob Joseph di Polonne Levi Yitzhak di Berditchev Principali scuole di pensiero chassidico (mistici dopo gli anni 1850 citati sotto): Principale Tzadikismo chassidico: Elimelech di Lizhensk - Noam Elimelech (Piacevolezza di Elimelech) Yaakov Yitzchak di Lublino (il Chozeh) Chassidismo intellettuale Chabad - Russia: Shneur Zalman di Liadi - Tanya (Likutei Amarim-Parole Raccolte) teorico dello Chassidismo Aaron ha-Levi ben Moses di Staroselye Chassidismo immaginativo del gruppo Breslov - Ucraina: Nachman di Breslov - Likutei Moharan (raccolta di insegnamenti) Nathan di Breslov Yaakov Yitzchak Rabinowicz-Menachem Mendel di Kotzk, Chassidismo introspettivo - Polonia, branca mistica di: Mordechai Yosef Leiner di Izbica - Mei Hashiloach (Acque di Shiloah), illuminazione personale Letteratura yiddish e storielle chassidiche: Shivchei HaBesht (Lodi del Besht) pubblicato 1814 Sippurei Ma'asiyot (Storie raccontate) 13 storie mistiche di Nachman di Breslov del 1816 |
| Successiva Cabala lurianica tradizionale                                            | 1700-ad oggi                                | Interpretazioni esoteriche tradizionaliste e pratica della Cabala lurianica dal 1700 ad oggi, a parte gli adattamenti chassidici: Circoli di Brody Kloiz e pre-chassidici dell'Europa orientale. Reazione esoterica introversa all'eresia sabbatiana Cabala mitnagdica-lituana non-chassidica: Elijah ben Shlomo Zalman (Gaon di Vilna, il Gra) figura principale dei Mitnagdim, anni 1700 Chaim di Volozhin - Nefesh HaChaim (Anima di Vita) teorico del Mitnagdismo, fondatore del movimento yeshivah Cabala mizrahì-sefardita orientale: Shalom Sharabi 1700 (dallo Yemen) e Sinagoga Beit El (Gerusalemme), esoterismo introverso in risposta al sabbatianismo. Spiegazione lurianica e circolo elitario di meditazione Yosef Hayyim (Ben Ish Chai) 1800 Hakham di Baghdad Abuhatzeira, dinastia cabalistica marocchina Cabala aschenazita europea del XX secolo (separata dal pensiero chassidico): Yeshivah Shaar Hashamayim (Gerusalemme) Yehuda Ashlag Israele 1900 - Zohar lurianica HaSulam (La Scala) |
| Tardo Ebraismo chassidico                                                           | 1850-ad oggi                                | La successione dinastica: la società modernizzata porta lo Chassidismo ad abbandonare il revivalismo mistico pre-1810, ritornando ad un consolidamento post-1850 e al conservatorismo rabbinico. Consentrazione sul misticismo continua in alcune scuole: Comunicazione chassidica intellettuale - Chabad-Lubavitch Zadok HaKohen, scuola di Izbica fine 1800 Aharon Roth, pietismo primi anni 1900 Gerusalemme Kalonymus Kalman Shapira, reazione all'Olocausto Menachem Mendel Schneerson (Rebbe di Lubavitch) missione chassidica e messianismo 1990 Gruppo Breslov, revivalismo mistico contemporaneo |
| Neochassidismo e Neocabala                                                          | ca. 1900-a oggi                             | correnti ebraiche non ortodosse, adattamento dell'insegnamento spirituale della teologia cabalistica e chassidica al pensiero e alle interpretazioni moderniste: Primi anni 1900: Esistenzialismo neochassidico di Martin Buber Dopoguerra e contemporaneo: Abraham Joshua Heschel, Ebraismo aggadico neotradizionale Zalman Schachter-Shalomi, Rinnovamento giudaico Arthur Green, accademico e teologo americano Lawrence Kushner Ebraismo riformato e neocabala Influenza sulla filosofia ebraica moderna e postmoderna: Esistenzialismo ebraico Filosofia postmoderna ebraica Studio e ricerca indipendenti: Sanford Drob - "The New Kabbalah (La Nuova Cabala)" |
| Misticismo sionista                                                                 | ca. 1910-a oggi                             | Insegnamenti e influenza di Abraham Isaac Kook, poeta mistico. Unità di religione e secolarismo, Halakhah e Haggadah, attivismo e quietismo: Abraham Isaac Kook, Rabbino Capo del Mandato della Palestina Sionismo Religioso Atchalta De'Geulah |
| Studio accademico del misticismo ebraico                                            | ca. 1920-a oggi                             | Studio critico-storico dei testi mistici ebraici iniziato negli anni 1800, ma la scuola di Gershom Scholem di metá '900 fondò la disciplina metodologica in ambiente accademico, riportando il misticismo ad una posizione centrale nella storiografia ebraica e nei dipartimenti di studi ebraici. Alcuni storici esemplari: Prima generazione: Gershom Scholem, fondatore della disciplina, Università Ebraica di Gerusalemme Alexander Altmann, promotore americano Seconda generazione: Moshe Idel, revisionismo alla Università Ebraica Joseph Dan, professore cattedratico Università Ebraica, successore alla cattedra di Scholem |